# Cerco de Louisbourg (1745)
O cerco de Louisbourg ocorreu em 1745, quando uma força colonial da Nova Inglaterra auxiliada por uma frota britânica capturou Louisbourg, capital da província francesa de Île-Royale (atual Ilha de Cape Breton) durante a Guerra da Sucessão Austríaca, conhecida como Guerra do Rei George nas colônias britânicas.
As colônias do norte da Grã-Bretanha consideravam Louisbourg uma ameaça, chamando-a de "Dunquerque Americana" devido ao seu uso como base para corsários. Houve guerras regulares e intermitentes entre os franceses e a Confederação Wabanaki de um lado e as colônias do norte da Nova Inglaterra do outro (Campanhas da Costa Nordeste de 1688, 1703, 1723, 1724). Para os franceses, a Fortaleza de Louisbourg também protegia a entrada principal do Canadá, bem como as pescarias francesas próximas. O governo francês gastou 25 anos fortificando-o, e o custo de suas defesas foi calculado em trinta milhões de libras. Embora a construção e o layout da fortaleza fossem reconhecidos como tendo defesas superiores em direção ao mar, uma série de elevações baixas atrás delas a tornavam vulnerável a um ataque terrestre. As elevações baixas forneceram aos atacantes locais para erguer baterias de cerco. A guarnição do forte era mal paga e abastecida, e seus líderes inexperientes desconfiavam deles. Os atacantes coloniais também careciam de experiência, mas acabaram conseguindo obter o controle das defesas circundantes. Os defensores se renderam diante de um ataque iminente.
Louisbourg foi uma importante moeda de troca nas negociações de paz para acabar com a guerra, uma vez que representou um grande sucesso britânico. Facções dentro do governo britânico se opuseram a devolvê-lo aos franceses como parte de qualquer acordo de paz, mas estes foram eventualmente anulados, e Louisbourg foi devolvido, apesar das objeções dos vitoriosos norte-americanos britânicos, ao controle francês após o Tratado de Aix-la-Chapelle de 1748, em troca de concessões francesas em outros lugares.